# Madiun Lor
Madiun Lor is een bestuurslaag in het regentschap Madiun van de provincie Oost-Java, Indonesië. Madiun Lor telt 6788 inwoners (volkstelling 2010).